# 奈蒙莱福斯
奈蒙莱福斯（法語：Nayemont-les-Fosses，法語發音：[nɛmɔ̃ le fos] ⓘ）是法国大东部大区孚日省的一个市镇，位于该省东北部，孚日圣迪耶市区东北，属于孚日圣迪耶区和孚日圣迪耶城市圈公共社区，该市镇的总面积为8.91平方公里，2009年时的人口为798人。

## 地名
“莱福斯”（les-Fosses）法语意为“沟壑”。

## 地理
奈蒙莱福斯（48°17'48"N, 7°0'22"E）面积8.91 平方千米，位于法国大東部大區孚日省，该省份为法国东北部内陆省份，北起默兹省和默尔特-摩泽尔省，西接上马恩省，南至上索恩省和贝尔福地区省，东临上莱茵省和下莱茵省。
与奈蒙莱福斯接壤的市镇（或旧市镇、城区）包括：圣玛格丽特、邦德萨、弗拉佩勒、法沃河畔纳维莱尔、派尔和格朗吕、小福斯、孚日圣迪耶。
奈蒙莱福斯的时区为UTC+01:00、UTC+02:00（夏令时）。

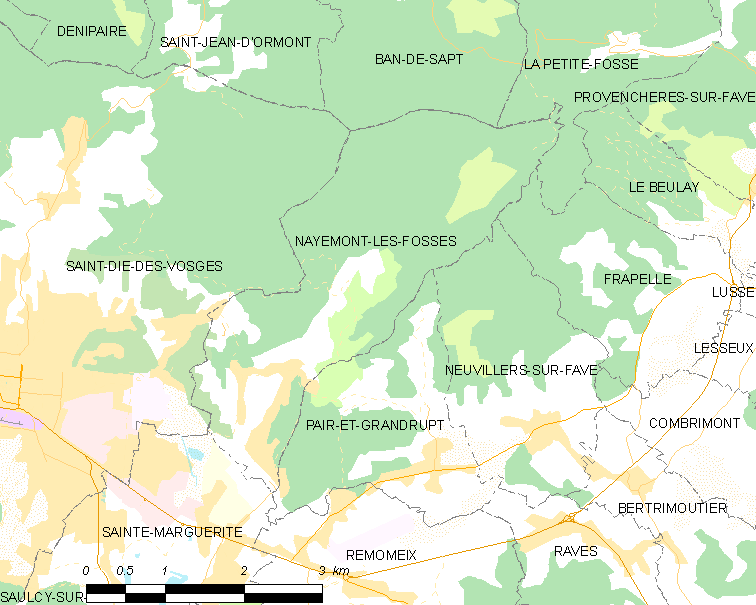
奈蒙莱福斯的OSM定位图

## 行政
奈蒙莱福斯的邮政编码为88100，INSEE市镇编码为88320。

## 政治
奈蒙莱福斯所属的省级选区为孚日圣迪耶第二县。

## 交通
孚日省省道D82线经过境内。

## 人口

1962-2008年间奈蒙莱福斯人口变化图示

奈蒙莱福斯于2022年1月1日时的人口数量为776人。